# Septième circonscription de Budapest
La septième circonscription de Budapest est l'une des dix-huit circonscriptions électorales de la capitale hongroise. Elle a été créée lors du redécoupage électoral de 2011 puis est devenue effective lors des élections législatives hongroises de 2014.

## Description géographique et démographique
La circonscription englobe une grande partie du 13e arrondissement, à savoir les quartiers de Margitsziget, Vizafogó, Újlipótváros et la quasi-totalité d'Angyalföld délimité par Béke utca, Gyöngyösi utca, Meder utca et le Danube.
Selon le recensement de 2011, la circonscription compte 107 093 habitants dont 94 487 adultes (48 087 hommes et 59 006 femmes).

## Députés
Pour voir les députés et les résultats de la première circonscription entre 1990 et 2011, voir l'article sur les anciennes circonscriptions de Budapest.